# سینماتوگراف فروهر
سینماتوگراف فَروَهَر (سینماتۆگراف فه‌روه‌هه‌ر) نام یک سالن نمایش فیلم‌های سینمایی در شهر کرمانشاه بود. این سینما نخستین سالن سینمایی بود که در این شهر تأسیس شد. سینماتوگراف فروهر در سال ۱۳۱۰ خورشیدی تأسیس شد و تا سال ۱۳۱۴ یا ۱۳۱۵ هم فعال بود.

## وضعیت سینما در ایران در ۱۳۰۹
بنا بر آماری که هنری ویلارد نایب کنسول ایالات متحدۀ آمریکا در تهران ارائه کرده، در سال ۱۹۲۹ میلادی (۱۳۰۸-۱۳۰۹ خورشیدی) تعداد ۲۹ و در سال ۱۹۳۰ میلادی (۱۳۰۹-۱۳۱۰ خورشیدی) تعداد ۳۳ سالن سینما در سراسر ایران وجود داشته‌است. آمار دیگری که سفارت آمریکا در ایران ارائه کرده این تعداد را در سال ۱۹۳۰ برابر با ۳۴ سالن، تعداد سینماروها را ۲۲ هزار نفر و مجموع درآمد سینماها را بیش از ۴ میلیون ریال (در آن زمان معادل با ۱۷۰ هزار دلار) دانسته‌است. بر اساس این آمار در سال ۱۹۳۰ سینما فروهر در شرایطی تنها سینمای شهر کرمانشاه بوده‌است که در تهران ۹ سالن سینما، در تبریز ۴، در اصفهان، مشهد و رشت هرکدام ۳، در شیراز و انزلی هرکدام ۲ و در همدان، قزوین، اهواز و تجریش هرکدام ۱ سالن سینما فعالیت داشته‌است.

## تاریخچه
در سال ۱۳۱۰ یکی از ثروتمندان کرمانشاه به نام مصورالدوله در خیابان شاه‌بختی (معلم کنونی) سالن سینمایی به نام سینماتوگراف فروهر تأسیس کرد. در این سالن فیلم‌های صامت به نمایش درمی‌آمد و همچنین از آن به عنوان مکان اجرای تئاتر نیز استفاده می‌شد. به گفتهٔ اردشیر کشاورز این سینما که ۲ سال پس از راه‌اندازی نخستین ژنراتور در کرمانشاه شروع به کار کرده، دارای موتور برق اختصاصی بوده‌است.
دومین سینمای کرمانشاه در سال ۱۳۱۲ با نام سینما باربد تأسیس شد که امکان نمایش فیلم‌های ناطق را نیز داشت و به همین دلیل میان دو سینمای فروهر و باربد رقابت به وجود آمد. علاوه بر این مصورالدوله در سال ۱۳۱۵ کرمانشاه را  ترک کرده و به اروپا رفت، و به همین دلیل محل و امتیاز مدیریت سینما فروهر را به فردی به نام «سید ابوالقاسم مانی» ملقب به سید ابول نقاش که مدیریت هتل بیستون را نیز در دست داشت، فروخت. سید ابوالقاسم مانی با راهنمایی و کمک «حبیب‌الله مراد» به فعالیت سینما فروهر تداوم بخشید، اما این فعالیت دیری نپایید و این سینما به فعالیت خود خاتمه داد. تاریخ دقیق آغاز و پایان فعالیت سینماتوگراف فروهر کرمانشاه مشخص نیست. سینماتوگراف فروهر در سال ۱۳۱۴ یا ۱۳۱۵ تعطیل و توسط مهدی رئوفی شهردار وقت کرمانشاه به سالن ورزشی تبدیل شد.